# Schieß-Juniorenweltmeisterschaften 2017
Die Schieß-Juniorenweltmeisterschaften 2017 fanden vom 22. bis 29. Juni 2017 in der deutschen Stadt Suhl für die Disziplinen Gewehr, Pistole und laufende Scheibe und vom 30. August bis 11. September 2017 in der russischen Hauptstadt Moskau für die Disziplin Flinte statt.
Insgesamt wurden 38 Disziplinen ausgetragen, davon 23 bei den Junioren und 15 bei den Juniorinnen. Es waren 543 Starter aus 65 Nationen gemeldet.
Zwei Mixed-Disziplinen (10 m Luftgewehr und 10 m Luftpistole) wurden testhalber durchgeführt und wurden bei den Juniorenweltmeisterschaften in Lima 2021 zum ersten Mal ins Programm mit aufgenommen.

## Ergebnisse

### Junioren

#### Gewehr
| Wettbewerb                                            | Gold                                                 | Gold                 | Silber                                                           | Silber              | Bronze                                                   | Bronze    |
| ----------------------------------------------------- | ---------------------------------------------------- | -------------------- | ---------------------------------------------------------------- | ------------------- | -------------------------------------------------------- | --------- |
| 10 m Luftgewehr                                       | Miran Maričić                                        | 246,6                | Liu Yukun                                                        | 246,5               | Borna Petanjek                                           | 225,8     |
| 10 m Luftgewehr Mannschaft                            | JapanShimada Atsushi Endoh Masaya Shimizu Akihito    | 1873,4 WRJ           | Volksrepublik ChinaLiu Yukun Chen Tianhao Zhang Changhong        | 1873,3              | KroatienBorna Petanjek Miran Maričić Andrija Mikuljan    | 1870,7    |
| 50 m Kleinkalibergewehr liegend                       | Cristian Friman                                      | 246,4 Shoot-off 10,4 | Dragomir Iordache                                                | 246,4 Shoot-off 9,8 | Liu Yukun                                                | 225,5     |
| 50 m Kleinkalibergewehr liegend Mannschaft            | ÖsterreichAndreas Thum Stefan Wadlegger Patrick Diem | 1865,6 WRJ           | NorwegenHenrik Larsen Jon-Hermann Hegg Benjamin Tingsrud Karlsen | 1858,0              | RusslandAndrei Golokov Evgeniy Ishchenko Ilia Marsov     | 1855,8    |
| 50 m Kleinkalibergewehr Dreistellungskampf            | Liu Yukun                                            | 456,4 Shoot-off 10,3 | Filip Nepejchal                                                  | 456,4 Shoot-off 8,7 | Henrik Larsen                                            | 445,4     |
| 50 m Kleinkalibergewehr Dreistellungskampf Mannschaft | UngarnIstván Péni Peter Vas Zalán Pekler             | 3512 178x WRJ        | KroatienBorna Petanjek Denis Tomašević Andrija Mikuljan          | 3481 153x           | FinnlandSebastian Langstrom Cristian Friman Matias Kiuru | 3481 153x |

#### Pistole
| Wettbewerb                          | Gold                                                      | Gold         | Silber                                                          | Silber   | Bronze                                                   | Bronze   |
| ----------------------------------- | --------------------------------------------------------- | ------------ | --------------------------------------------------------------- | -------- | -------------------------------------------------------- | -------- |
| 10 m Luftpistole                    | Choe Boram                                                | 241,1 WRJ    | Pawlo Korostyljow                                               | 239,9    | Paolo Monna                                              | 218,3    |
| 10 m Luftpistole Mannschaft         | RusslandAlexander Petrov Anton Aristarchow Mikhail Isakov | 1724 46x     | SüdkoreaSung Yunho Choe Boram Cho Yeongjae                      | 1720 53x | IndienSaurabh Chaudhary Anmol Arjun Singh Cheema         | 1718 46x |
| 25 m Schnellfeuerpistole            | Pawlo Korostyljow                                         | 26           | Jang Ji Won                                                     | 25       | Cheng Zhipeng                                            | 22       |
| 25 m Schnellfeuerpistole Mannschaft | UkrainePawlo Korostyljow Maksym Horodynez Denys Vorona    | 1722 44x WRJ | Volksrepublik ChinaCao Jiahao Cheng Zhipeng Zhang Jueming       | 1721 42x | IndienAnish Bhanwala Anhad Jawanda Shivam Shukla         | 1711 51x |
| 25 m Sportpistole                   | Pawlo Korostyljow                                         | 590 19x EWRJ | Anish Bhanwala                                                  | 589 23x  | Zang Jueming                                             | 582 25x  |
| 25 m Sportpistole Mannschaft        | IndienAnish Bhanwala Anhad Jawanda Shivam Shukla          | 1733 53x     | Volksrepublik ChinaLee Hyo Yeon Lee Jaekyoon Cho Yeongjae       | 1732 52x | SüdkoreaCao Jiahao Cheng Zhipeng Zhang Jueming           | 1731 57x |
| 25 m Standardpistole                | Anish Bhanwala                                            | 579 14x      | Florian Peter                                                   | 572 13x  | Pawlo Korostyljow                                        | 570 14x  |
| 25 m Standardpistole Mannschaft     | Volksrepublik ChinaCao Jiahao Cheng Zhipeng Zhang Jueming | 1694 36x     | IndienAnish Bhanwala Anhad Jawanda Shabhaji Zanzan Patil        | 1687 38x | FrankreichNicolas Thiel Clement Greffier Edouard Dortomb | 1678 29x |
| 50 m Freie Pistole                  | Wang Zhehao                                               | 232,6 WRJ    | Anton Aristarchow                                               | 229,7    | Alexander Petrov                                         | 206,2    |
| 50 m Freie Pistole Mannschaft       | RusslandAlexander Petrov Anton Aristarchow Mikhail Isakov | 1653 30x     | DeutschlandAleksandar Todorov Robin Walter Glenn-Niklas Simmank | 1629 20x | SüdkoreaSung Yunho Choe Boram Cho Yeongjae               | 1624 18x |

#### Laufende Scheibe
| Wettbewerb       | Gold        | Gold    | Silber       | Silber  | Bronze              | Bronze  |
| ---------------- | ----------- | ------- | ------------ | ------- | ------------------- | ------- |
| Laufende Scheibe | Sven Müller | 04:37,6 | Felix Elsner | 04:39,5 | Marcel Julian Anger | 04:40,8 |

#### Wurftauben
| Wettbewerb             | Gold                                                    | Gold   | Silber                                                     | Silber | Bronze                                                         | Bronze |
| ---------------------- | ------------------------------------------------------- | ------ | ---------------------------------------------------------- | ------ | -------------------------------------------------------------- | ------ |
| Trap                   | Clement Bourgue                                         | 43     | Matteo Marongiu                                            | 42     | Jack Wallace                                                   | 31     |
| Trap Mannschaft        | AustralienMitchell Iles Jack Wallace Adam Joshua Bylsma | 351    | ItalienEmaniele Buccolieri Matteo Marongiu Teo Petroni     | 345    | Vereinigte StaatenRyne Barfield Dale Royer Logan John Mountain | 343    |
| Doppel-Trap            | James Dedman                                            | 67     | Ahvar Rizvi                                                | 66     | Qi Ying                                                        | 46     |
| Doppel-Trap Mannschaft | IndienAhvar Rizvi Shapath Bharadwaj Shardul Vihan       | 401    | ItalienJacopo Dupre de Foresta Eraldo Apolloni Marco Carli | 389    | Volksrepublik ChinaQi Ying Zhang Changshuai Cao Xudong         | 387    |
| Skeet                  | Emil Petersen                                           | 54     | Elia Sdruccioli                                            | 53     | Nicolas Vasiliou                                               | 41     |
| Skeet Mannschaft       | ItalienElia Sdruccioli Valerio Palmucci Erik Pittini    | 1886,7 | TürkeiKemal Madencioglu Salih Hafiz Onur Atak              | 1883,5 | Vereinigte StaatenNic Moschetti Elijah Ellis Eli Christman     | 1873,9 |

### Juniorinnen

#### Gewehr
| Wettbewerb                                            | Gold                                                     | Gold         | Silber                                                            | Silber   | Bronze                                                            | Bronze   |
| ----------------------------------------------------- | -------------------------------------------------------- | ------------ | ----------------------------------------------------------------- | -------- | ----------------------------------------------------------------- | -------- |
| 10 m Luftgewehr                                       | Zhu Yingjie                                              | 250,3        | Anna Janssen                                                      | 249,0    | Chen Yimei                                                        | 227,7    |
| 10 m Luftgewehr Mannschaft                            | Volksrepublik ChinaChen Yimei Zhu Yingjie Gao Mingwei    | 1262,1 WRJ   | SingapurHo Xiu Yi Tan Qian Xiu Adele Martina Lindsay Veloso       | 1247,1   | DeutschlandAnna Jannsen Johanna Teresa Tripp Jana Heck            | 1244,7   |
| 50 m Kleinkalibergewehr liegend                       | Katrina Kolarikova                                       | 624,9 WRJ    | Anastasia Galashina                                               | 621,6    | Jeanette Hegg Duestad                                             | 620,6    |
| 50 m Kleinkalibergewehr liegend Mannschaft            | NorwegenJeanette Hegg Duestad Jenny Stene Regine Nesheim | 1859,7 WRJ   | Vereinigte StaatenMorgan Phillips Rachel Garner Virginia Thrasher | 1852,3   | Volksrepublik ChinaPeng Xinyi Zhu Yingjie Gao Ying                | 1848,0   |
| 50 m Kleinkalibergewehr Dreistellungskampf            | Zhu Yingjie                                              | 455,3        | Peng Xinyi                                                        | 455,1    | Gao Ying                                                          | 443,7    |
| 50 m Kleinkalibergewehr Dreistellungskampf Mannschaft | Volksrepublik ChinaPeng Xinyi Zhu Yingjie Gao Ying       | 1752 85x WRJ | UkraineVidyaslava Koval Anna Ilina Viktoriya Sukhorukova          | 1741 69x | Vereinigte StaatenMorgan Phillips Rachel Garner Virginia Thrasher | 1739 79x |

#### Pistole
| Wettbewerb                   | Gold                                           | Gold         | Silber                                                                 | Silber   | Bronze                                  | Bronze   |
| ---------------------------- | ---------------------------------------------- | ------------ | ---------------------------------------------------------------------- | -------- | --------------------------------------- | -------- |
| 10 m Luftpistole             | Yashaswini Singh Deswal                        | 235,8 EWRJ   | Kim Woori                                                              | 231,8    | Giulia Campostrini                      | 212,1    |
| 10 m Luftpistole Mannschaft  | UngarnVeronika Major Viktoria Egri Vivien Nagi | 1128 26x     | Vereinigte StaatenSarah Eungee Choe Katelyn Morgan Abeln Kellie Foster | 1128 26x | SüdkoreaJun Minju Kim Woori Kim Soeun   | 1126 20x |
| 25 m Sportpistole            | Cao Lija                                       | 36           | Miroslawa Mintschewa                                                   | 35       | Chen Yan                                | 29       |
| 25 m Sportpistole Mannschaft | Volksrepublik ChinaChen Yan Cao Lija Zhou Ying | 1734 58x WRJ | ThailandKanyakorn Hirunphoem Viramon Kidran Luxciga Srintivoravong     | 1713 44x | IndienMuskan Chinki Yadav Gauri Sheoran | 1711 45x |

#### Laufende Scheibe
| Wettbewerb       | Gold             | Gold    | Silber                | Silber  | Bronze              | Bronze  |
| ---------------- | ---------------- | ------- | --------------------- | ------- | ------------------- | ------- |
| Laufende Scheibe | Madlen Guggenmos | 05:08,7 | Annika Barbara Kroiss | 05:26,3 | Lilith-Sophie Grupe | 05:30,5 |

#### Wurftauben
| Wettbewerb       | Gold                                                                           | Gold    | Silber                                                    | Silber | Bronze                                                                     | Bronze |
| ---------------- | ------------------------------------------------------------------------------ | ------- | --------------------------------------------------------- | ------ | -------------------------------------------------------------------------- | ------ |
| Trap             | Maria Lucia Palmitessa                                                         | 40      | Luliia Saveleva                                           | 39     | Diana Ghilarducci                                                          | 26     |
| Trap Mannschaft  | ItalienMaria Lucia Palmitessa Diana Ghilarducci Greta Luppi                    | 200     | RusslandLuliia Saveleva Polina Kniazeva Angelina Rudneva  | 191    | Vereinigte StaatenEmma Lee Williams Joyce Elizabeth Hunsaker Emily Hampson | 187    |
| Skeet            | Katharina Monika Jacob                                                         | 48 WRJ  | Austen Jewell Smith                                       | 44     | Samantha Simonton                                                          | 37     |
| Skeet Mannschaft | Vereinigte StaatenSamantha Simonton Katharina Monika Jacob Austen Jewell Smith | 211 WRJ | TschechienHana Adámková Anna Šindelářová Zuzana Zaoralová | 193    | DeutschlandEva-Tamara Reichert Maria Kalix Valentina Umhöfer               | 191    |

## Medaillenspiegel
| Platz  | Land                   | Gold | Silber | Bronze | Gesamt |
| ------ | ---------------------- | ---- | ------ | ------ | ------ |
| 01     | Volksrepublik China    | 9    | 4      | 10     | 23     |
| 02     | Indien                 | 4    | 3      | 3      | 10     |
| 03     | Italien                | 3    | 4      | 3      | 10     |
| 04     | Ukraine                | 3    | 2      | 1      | 6      |
| 05     | Deutschland            | 2    | 5      | 4      | 11     |
| 06     | Russland               | 2    | 4      | 2      | 8      |
| 07     | Vereinigte Staaten     | 2    | 3      | 5      | 10     |
| 08     | Ungarn                 | 2    | —      | —      | 2      |
| 09     | Südkorea               | 1    | 3      | 2      | 6      |
| 10     | Tschechien             | 1    | 2      | —      | 3      |
| 11     | Kroatien               | 1    | 1      | 2      | 4      |
| 11     | Norwegen               | 1    | 2      | 3      | 6      |
| 13     | Australien             | 1    | —      | 1      | 2      |
| 13     | Finnland               | 1    | —      | 1      | 2      |
| 13     | Frankreich             | 1    | —      | 1      | 2      |
| 16     | Österreich             | 1    | —      | —      | 1      |
| 16     | Dänemark               | 1    | —      | —      | 1      |
| 16     | Vereinigtes Königreich | 1    | —      | —      | 1      |
| 16     | Japan                  | 1    | —      | —      | 1      |
| 20     | Bulgarien              | —    | 1      | —      | 1      |
| 20     | Nordkorea              | —    | 1      | —      | 1      |
| 20     | Rumänien               | —    | 1      | —      | 1      |
| 20     | Singapur               | —    | 1      | —      | 1      |
| 20     | Thailand               | —    | 1      | —      | 1      |
| 20     | Türkei                 | —    | 1      | —      | 1      |
| 20     | Zypern                 | —    | —      | 1      | 1      |
| Gesamt | Gesamt                 | 38   | 38     | 38     | 114    |